# Procap
Procap ist die grösste Selbsthilfeorganisation von und für Menschen mit Behinderung in der Schweiz.

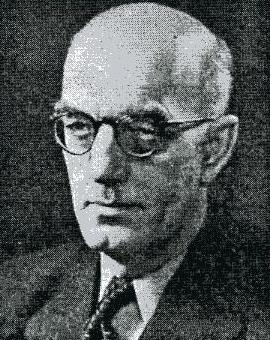
Henri Pavid (1893–1949)

## Gründung
Der Verein mit Sitz in Olten und Biel (Siège romand) wurde 1930 als Schweizerischer Invaliden-Verband (SIV) gegründet.
Die Gründung des Verbandes war das Werk von Henri Pavid (1893–1949). Nach Paris ausgewandert, arbeitete er als Büroangestellter in einem grossen Transportunternehmen. Nachdem er bei einem Unfall ein Bein verloren hatte, kehrte er mit 29 Jahren zurück in die Schweiz nach Olten.
1930 existierte in der Schweiz noch keine Invalidenversicherung. Zwar gab es eine Art Sozialhilfe, doch war diese nicht institutionalisiert. Wer in einer Notlage war, konnte Hilfe beantragen. Der Umfang dieser Hilfe war aber sehr unterschiedlich und hing grundsätzlich vom Gutdünken des Sachbearbeiters ab. Die Forderung nach einer staatlichen Invalidenversicherung, die Menschen mit einer Behinderung ein minimales Einkommen sicherte, war deshalb einer der Hauptgründe, weshalb Henri Pavid im Mai 1930 die SIV-Sektion Olten und am 27. Oktober 1930 den Schweizerischen Invaliden-Verband gründete. Pavid orientierte sich bei der Gründung am französischen Invalidenverband, der während des Ersten Weltkrieges in Frankreich entstanden war.

## Eckdaten der Verbandsgeschichte
Haupteinnahmequelle des Verbandes ist bis 1960 der Verkauf des Schweizerischen Invalidenkalenders. Bereits 1931 werden 9’000 Exemplare verkauft, 1932 sind es bereits 25'000 Exemplare. Während des Kriegs erscheint der Kalender nicht mehr, aber 1945 erfolgt die von der Sektion Graubünden angeregte Neulancierung. Ab 1960 sinken die Verkaufszahlen Jahr für Jahr. Der Kalender wird schliesslich 1993 eingestellt.
1954 wird aufgrund von Meinungsverschiedenheiten zwischen der Sektion La Chaux-de-Fonds und dem Zentralsekretariat der Siège Romand gegründet. 1955 spricht die Delegiertenversammlung von Baden den Romands eine sehr grosse Autonomie zu.
Am 1. Januar 1960 tritt endlich die lang ersehnte Invalidenversicherung in Kraft. Ebenfalls 1960 erfolgt die Gründung der Sportgruppenvereinigung des Schweizerischen Invaliden-Verbandes (heutiger Name: Procap Sport).

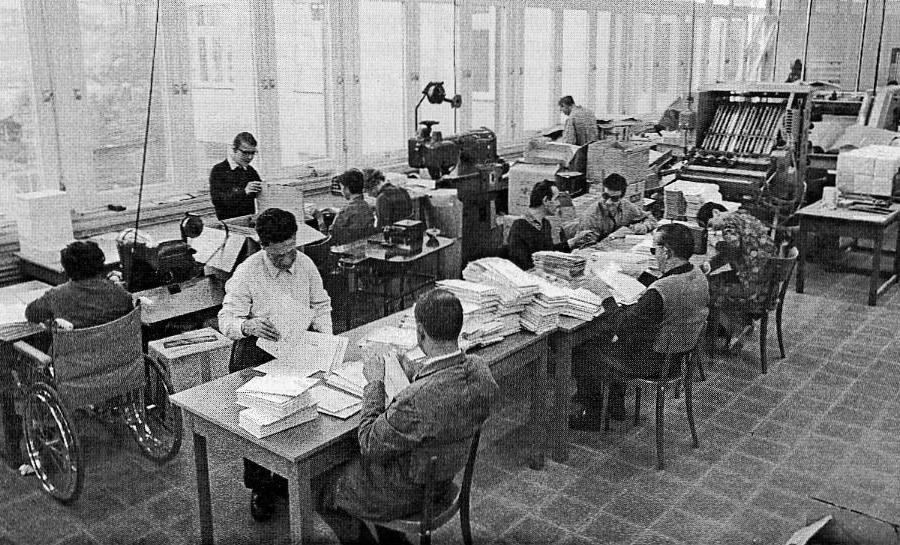
Behindertenwerkstatt in La Chaux-de-Fonds 1967

Am 1. Januar 1962 wird in La Chaux-de-Fonds die erste Behindertenwerkstatt eröffnet.
1995 ist das Gründungsjahr von Nautius, dem Reisebüro für Menschen mit Handicap (heutiger Name: Procap Reisen).
2002 entschliesst sich der Schweizerische Invaliden-Verband zu einer Namensänderung. Grund: Das Wort "invalid" diskriminiere die Mitglieder, in seine Bestandteile zerlegt assoziiere "in-valid" im Deutschen ganz einfach "wertlos". Ab sofort nennt sich der Verband "Procap – für Menschen mit Handicap".

## Dienstleistungen
Die Dienstleistungen von Procap umfassen Rechts- und Sozialversicherungsberatung, Beratung im hindernisfreien Bauen, Vermittlung von rollstuhlgängigem Wohnraum, Ferien- und Sportangebote für Menschen mit Behinderung sowie Kurse in allen Belangen der Selbsthilfe. Zudem erschliesst Procap den Zugang zu kulturellen und sozialen Veranstaltungen und betreibt Sensibilisierungsarbeit an Schulen und in Unternehmen.

## Sozialpolitik
Als grösste Selbsthilfeorganisation von Menschen mit Behinderung in der Schweiz engagiert sich Procap auch in der Politik. Procap setzt sich insbesondere für eine sichere und starke IV ein. Procap kämpft zudem für Verbesserungen im hindernisfreien Bauen, in der Mobilität, in allen gesellschaftlichen Belangen und ganz speziell in der Arbeitswelt. Die Integration von Menschen mit Behinderungen in der Arbeitswelt ist ein zentrales Anliegen von Procap.

## Verbandsstrukturen
In der ganzen Schweiz gibt es rund 30 regionale Sektionen mit über 25'000 Mitgliedern. In den regionalen Sektionen sind insgesamt rund 1'200 freiwillige Helfer engagiert. Ein Grossteil von ihnen lebt selber mit einer Behinderung.

## Finanzen
Das Jahresbudget des Zentralsekretariats beträgt rund 10 Millionen Franken. Als gemeinnütziger Verein ist Procap Schweiz auf finanzielle Unterstützung und Spenden angewiesen. Rund 100'000 Spender unterstützen die Organisation regelmässig.

## Verbandsorgan
Der erste Versuch eines regelmässig erscheinenden Verbandsorgans scheitert Anfangs der Dreissiger Jahre. Die 1931 gegründete Schweizerische Invaliden-Zeitung wird 1934 bereits wieder eingestellt und erst 1944 neu lanciert. Die Zeitung erscheint bis 1960 alle drei Monate, ab 1961 jeden zweiten Monat. Mit Ausnahme der Jahre 1961–1991 erscheint bis 2010 die Zeitung mehrsprachig. Seit 2002 heisst das Verbandsorgan „Procap“, ab 2003 erscheint es als Zeitschrift. Ab Sommer 2010 erscheint das Procap Magazin viermal jährlich in zwei getrennten Sprachausgaben.